# Pau Llonch i Méndez
Pau Llonch i Méndez (Sabadell, 1982) és un economista marxista, músic i activista polític català. És membre del Seminari d'Economia Crítica Taifa i impulsor de la cooperativa educativa Versembrant SCCL. Ha estat cantant del grup de hip hop català At Versaris, membre de la Plataforma d'Afectats per la Hipoteca (PAH), militant de la Crida per Sabadell i de la Candidatura d'Unitat Popular (CUP).
Es va començar a involucrar amb moviments de l'esquerra independentista, comunista i anticapitalista a finals dels anys 1990 a Sabadell. Va formar part del grup de música Batzak i del Moviment Popular de Sabadell. L'any 2000 va ser un dels membres fundadors de la revista Ordint la Trama. El 2011 va ser un dels membres fundadors i primer portaveu de la PAH a Sabadell. El 2012 va ser un dels activistes investigats irregularment pel Cesicat.
Actualment treballa com a educador fent classes d'expressió musical a escoles i instituts d'arreu, fent servir el rap com a base per a l'ensenyament de llengua, música i consciència crítica i col·labora en diversos mitjans de comunicació, entre els quals destaquen Catalunya Ràdio i La Directa.

## Publicacions

### Discografia
- Batzak: Nunca tan pocos robaron tanto a tantos (Propaganda pel fet!, 2000)
- Batzak: La nostra pròpia força (Autoedició, 2003)
- At Versaris: Va amb nosaltres (Propaganda pel fet!, 2007)
- At Versaris: La vida són 2 dies (Propaganda pel fet!, 2008)
- At Versaris: A cada passa (Propaganda pel fet!, 2009)
- At Versaris: Per principis elegants (Propaganda pel fet!, 2011)
- At Versaris: No Fear (Propaganda pel fet!, 2013)

### Llibres
- «La PAH com a eina contra el capitalisme. Virtuts i riscos», a Perspectives (Espai fàbrica, 2013) DL: B-24664-2013[8]
- Fre d'emergència. Conversa entre Pau Llonch i Josep Manel Busqueta (Icaria, 2014) ISBN 9788498886061[9]
- Sobiranies. Una proposta contra el capitalisme (Espai fàbrica, 2017) ISBN 978-84-947001-0-1[10]
- El rap a l'aula. Una revolució en marxa (Associació de Mestres Rosa Sensat, 2020) ISBN 9788412176421[11]